# Nikołaj Erdman
Nikołaj Robiertowicz Erdman (ros. Никола́й Робéртович Э́рдман; ur. 3 listopada?/16 listopada 1900, zm. 10 sierpnia 1970) – rosyjski i radziecki dramaturg i scenarzysta. Autor komedii Mandat (1924) i Samobójca (1928). Pisał scenariusze do filmów rysunkowych i fabularnych. Napisał scenariusze m.in. do filmów Świat się śmieje (1934) i Wołga-Wołga (1939).
Pochowany na Cmentarzu Dońskim w Moskwie.

## Filmografia

### Filmy fabularne
- 1928: Dom przy Trubnej
- 1934: Świat się śmieje
- 1938: Wołga-Wołga
- 1943: Aktorka
- 1950: Śmiali ludzie
- 1964: Dziadek Mróz
- 1968: Ogień, woda i miedziane trąby

### Filmy animowane
- 1948: Niegrzeczny Fiedia
- 1953: Bracia Lu
- 1953: Lot na Księżyc
- 1954: Opowieść o polnych kurkach
- 1956: Dwanaście miesięcy
- 1957: Królowa Śniegu
- 1957: W pewnym królestwie
- 1959: Przygody Buratina
- 1960: To ja narysowałem ludzika
- 1961: Trzy pingwiny
- 1964: Calineczka
- 1969: Śnieżynka

## Nagrody
- 1941: Nagroda Stalinowska I stopnia  Wołga-Wołga (1938)
- 1951: Nagroda Stalinowska II stopnia  Śmiali ludzie (1950)

Źródło: